# Jargon File
Le Jargon File est un glossaire spécialisé dans l'argot des programmeurs. Le projet, distribué sous licence libre, est lancé  en 1975 puis entretenu durant près de trois décennies.
Le projet est maintenu à partir de 1990 par Eric Raymond avec l'aide de Guy Steele. Une version imprimée est connue sous le titre Le Nouveau Dictionnaire du bidouilleur (de l'anglais The New Hacker's Dictionary). La dernière version est réalisée par Eric Raymond le 1er octobre 2004.  

## Histoire
Le premier Jargon File fut une compilation de termes utilisés dans les milieux de culture technologique comme le laboratoire d'intelligence artificielle du MIT (MIT AI Lab), le laboratoire d'intelligence artificielle de Stanford (SAIL), et d'autres des anciennes communautés ARPANET IA/LISP/PDP-10, incluant Bolt, Beranek and Newman, université Carnegie-Mellon, et l'Institut polytechnique de Worcester. 